# Natalie Minko
Natalie Minko (* 26. Februar 1977) ist eine ehemalige Schauspielerin.

## Leben
Zwischen 1992 und 1997 wirkte Minko in vier Fernsehproduktionen mit. In der ersten verkörperte die damals 15-Jährige die Hauptrolle des Schneewittchens in dem 1992 uraufgeführten Fernsehfilm Schneewittchen und das Geheimnis der Zwerge. Danach wirkte sie noch in drei Fernsehserien, unter anderem der Tatort-Episode Akt in der Sonne, mit.
Minko arbeitet heute als Augenärztin.

## Filmografie

### Filme
- 1992: Schneewittchen und das Geheimnis der Zwerge (Fernsehen)

### Fernsehserien
- 1994: Eurocops: Drei Mädchen
- 1997: Tatort: Akt in der Sonne
- 1997: Der Fahnder: Ohne Ausweg